# Гібон білорукий
Гібон білорукий або лар (Hylobates lar) — вид приматів з родини гібонових (Hylobatidae). Є одним з найвідоміших видів родини і часто утримується в зоопарках.

## Морфологія

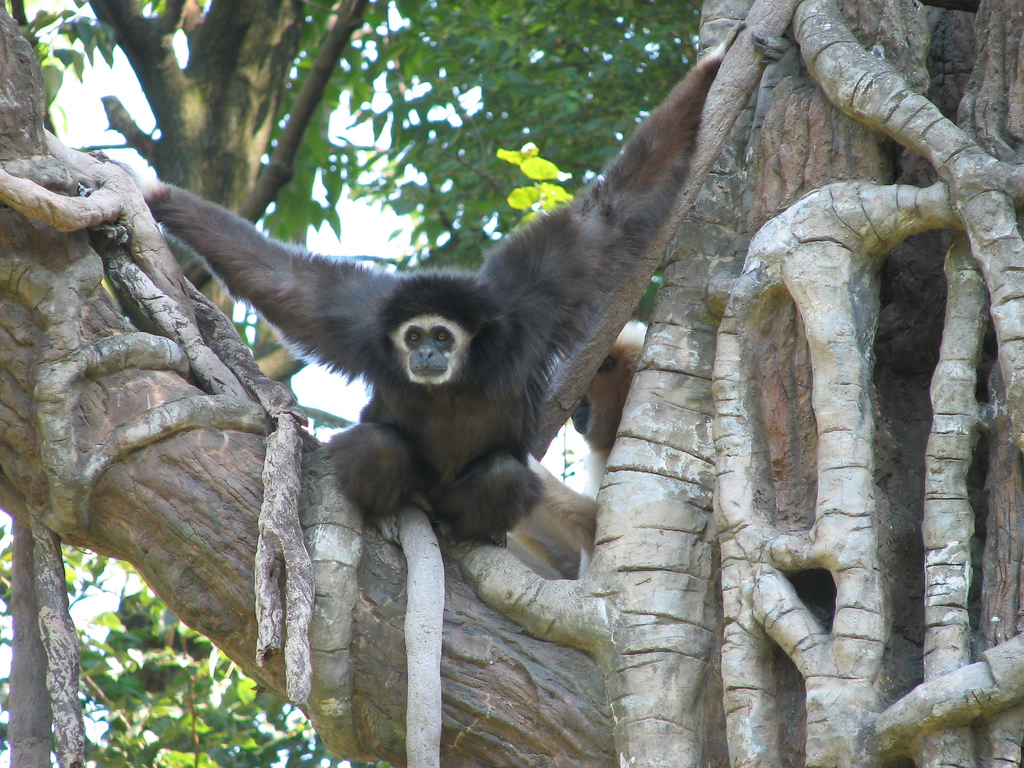
Білорукий гібон в зоопарку Цинциннаті

Колір шерсті білорукого гібона варіює від чорного і темно-коричневого до світло-коричневого і піщаного. Його руки і ноги забарвлені в білий колір, так само як волосся, що обрамляють його чорне обличчя. І самці і самки можуть зустрічатися в різних колірних варіантах. Густе хутро відмінно захищає від холоду в сезон дощів. Обидві статі майже не відрізняються одна від одної за величиною. Як і у всіх гібонів, у них дуже довгі і сильні руки, легке і струнке тіло хвоста немає. Оскільки більшу частину життя гібони проводять на деревах їх руки з довгими і вузькими п'ятипалими долонями набагато довші за ноги. Вони дозволяють гібонам легко перестрибувати з гілки на гілку. Лицьова частина голови безволоса; чорна шкіра обличчя облямована шерстю. На обличчі розташовані очі, що посаджені близько одне до одного, з коричневою райдужною оболонкою. Таке розташування очей забезпечує добрий бінокулярний зір і примат чудово орієнтується в густих кронах дерев.

## Поширення
Природний ареал білоруких гібонів простягається від південно-західного Китаю і східної М'янми до Малайського півострова. Також він зустрічається на північно-заході острова Суматра і на острові Ява. Вони зустрічаються у вологих тропічні лісах, але також їх можна зустріти і в сухих лісових масивах, в горах вони піднімаються на висоти до 2000 м над рівнем моря.

## Поведінка
Білорукі гібони активні в денний час. За допомогою своїх сильних і довгих рук вони пересуваються по гілках методом брахіації, тобто розгойдуючись на руках з однієї гілки на іншу. На землі вони зустрічаються досить рідко. Білорукі гібони ведуть моногамний стиль життя і пари залишаються все своє життя. Сімейні групи живуть на чітко окреслених територіях, про які вони попереджають інших гібонів за допомогою співу. Їх їжа складається головним чином з фруктів і доповнюється листям, бруньками і комахами.
У питанні розмноження білорукі гібони мало чим відрізняються від інших видів родини. Після вагітності, що триває сім місяців, самки народжують одне дитинча. Протягом двох років після народження воно харчується молоко м матері і залишається в сім'ї аж до досягнення статевої зрілості у восьмирічному віці. Середня тривалість життя білорукого гібона становить приблизно 25 років.
Зоолог Карпентер спостерігав розпорядок дня у білорукого гібона:
- 5:30-6:30 — гібон прокидається;
- 6:00-8:00 — в цей час гібон криком сповіщає околиці про свої володіння, потім займається доглядом за собою і ранковою зарядкою; за цим ідуть стрибки з гілки на гілку;
- 8:00-9:00 — прямує до «їдальні» — дерева, на якому їсть плоди;
- 9:00-11:00 — прийом їжі;
- 11:00-11:30 — шлях до місця післяобіднього відпочинку;
- 11:30-15:00 — пообідній відпочинок практично без рухів, потім чищення шерсті;
- 15:00-17:00 — прийом їжі в місці, відмінному від першого;
- 17:00-19:00 — шлях до місця сну;
- 18:00 і до заходу сонця — приготування до сну;
- 18:30-5:30 — сон.

## Загрози
Білорукі гібони належать до видів, що перебувають під загрозою зникнення. У деяких країнах на них полюють через їх м'ясо, в інших вбивають батьків, щоб зробити з дитинчат домашніх звірів. Проте найбільша небезпека походить від скорочення їхнього життєвого простору. З великою швидкістю просувається вирубка лісів Південно-Східної Азії, щоб добути місце для плантацій, полів і поселень. Попри те, що урядами країн цього регіону були створені заповідники і національні парки, вони часто погано охороняються і браконьєрство у них триває.

## Підвиди
У білорукого гібона налічується п'ять підвидів:
- Hylobates lar lar
- Hylobates lar carpenteri
- Hylobates lar entelloides
- Hylobates lar vestitus
- Hylobates lar yunnanensis

## Галерея

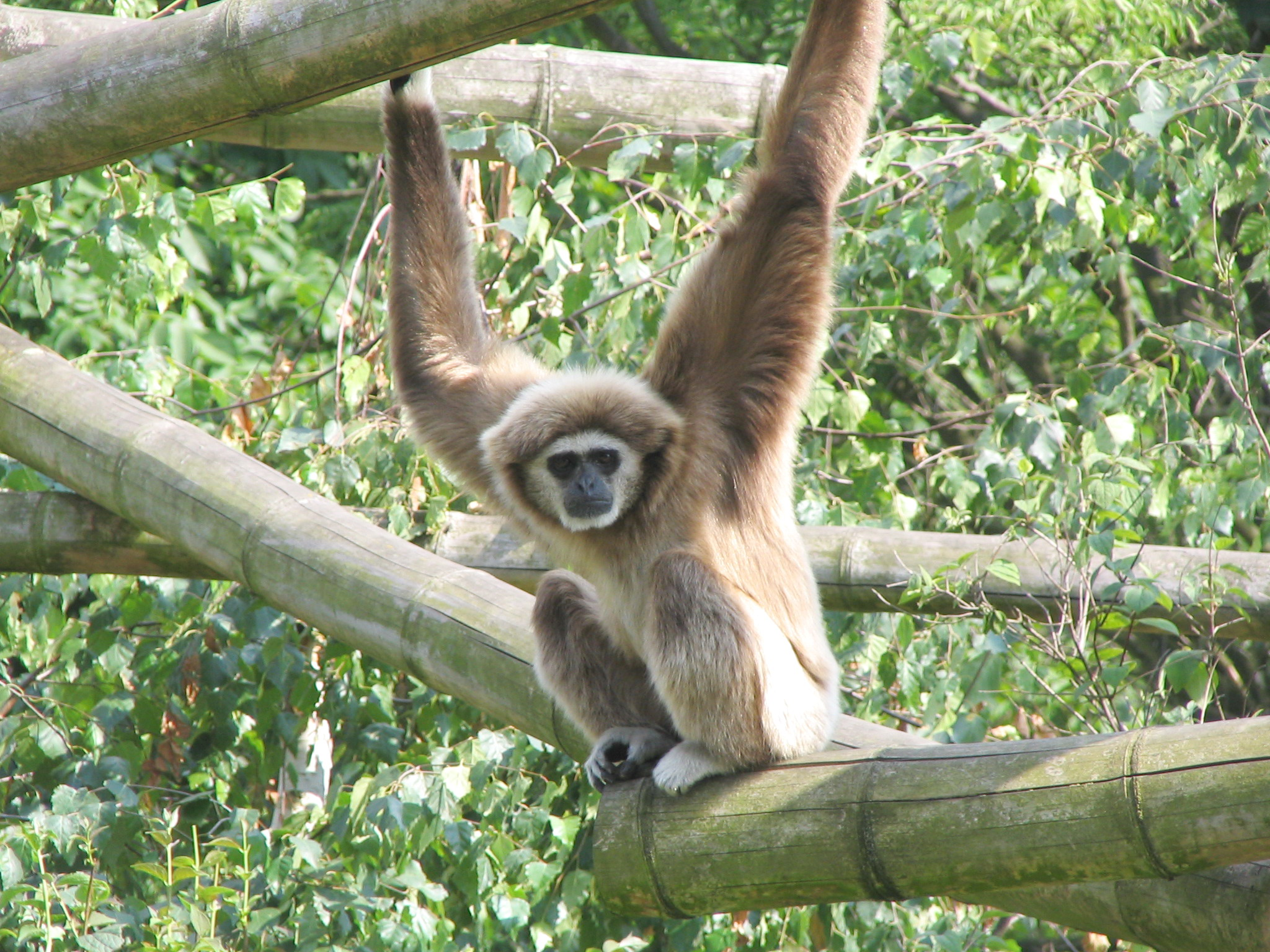
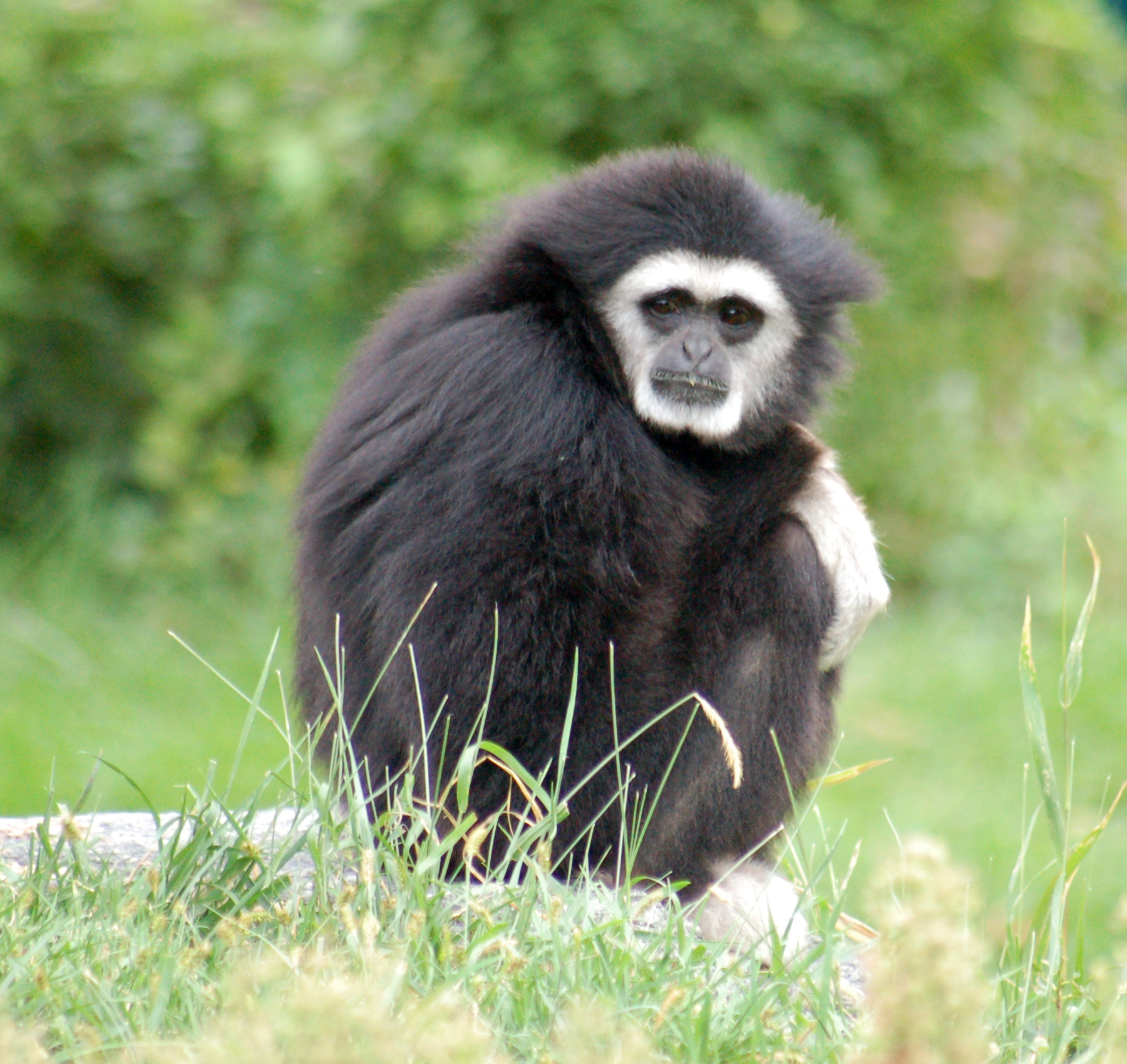
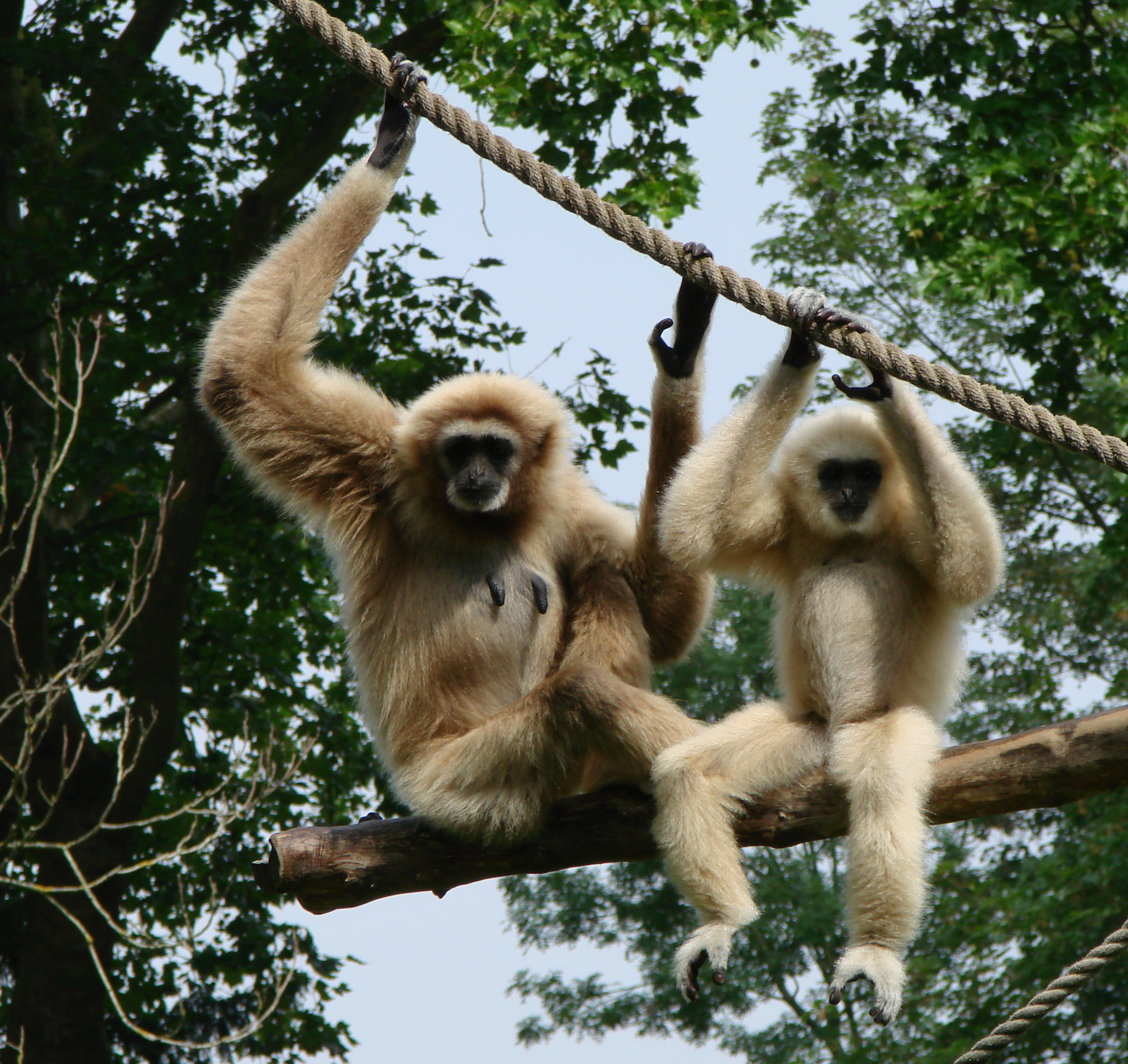

## Ресурси Інтернету
- Білорукий гібон на сайті Ленінградського зоопарку (рос.)
- Animal Diversity Web [Архівовано 13 серпня 2014 у Wayback Machine.] (англ.)
- ARKive (англ.)
- Brockelman, W. & Geissmann, T. 2008. Hylobates lar. In: IUCN 2013 [Архівовано 29 квітня 2014 у Wayback Machine.] (англ.)